# Alfons Maria z Liguori
Alfons Maria z Liguori (1696, Marianella u Neapole – 1787, Pagani) byl italský římskokatolický kněz, zakladatel kongregace redemptoristů, právník a teolog, biskup, katolický světec a učitel církve.

## Život

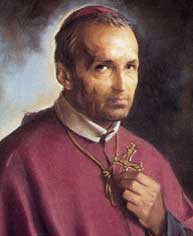
Alfons Maria z Liguori

Pocházel z aristokratického rodu. Narodil se jako první z osmi dětí Dona Giuseppe de Liguori, markýze z Auvergne (původem z Brindisi) a zbožné Anny Marie Cateriny, ze šlechtického rodu Cavalieri..
Jeho otec, byl rytířem v Portanova a vysokým důstojníkem námořnictva. Od dětství Alfonse svěřil nejlepším soukromým učitelům, mimo jiné jej malíř Francesco Solimena vyučoval výtvarnému umění, jemuž se pak Alfons aktivně věnoval, a také hrál na violoncello..
Ve věku pouhých 12 let se Alfons zapsal na univerzitu v Neapoli a o čtyři roky později, v roce 1713, tam získal doktorát z občanského a kanonického práva. Zkoušku z filozofie předtím složil u velkého filozofa a historika Giambattisty Vica. V 16 letech začal vykonávat praxi jako právník. V roce 1718 získal jmenování soudcem „Regio portulano“ v Neapoli. Vstoupil do laického bratrstva lékařů při kostele hieronymitů a začal s nimi navštěvovat nemocné v největší nemocnici v Neapoli. V 19 letech vedl jako advokát svůj první a hned vítězný proces. Brzy se stal známým i mimo Neapol. V roce 1723 však prohrál téměř vyhraný proces kvůli tomu, že přehlédl banální formalitu. Z prohry utrpěl šok a zhroutil se. Po zotavení se vzdal své kanceláře.
Po jedné návštěvě nemocnice se rozhodl, že se dále bude věnovat práci duchovní a charitativní. Dal se zapsat na studium teologie. Ve 30 letech byl vysvěcen na kněze a začal pracovat v Neapoli. Staral se zvláště o chudé a potřebné. Se skupinou kněží založil Kongregaci Misionářů Nejsvětějšího Spasitele, schválenou Apoštolským stolcem v r. 1732 a nazývanou redemptoristé, a od roku 1749 nazývanou Kongregace Nejsvětějšího Vykupitele. Cílem tohoto institutu byl především apoštolát, založený na lidových misiích, na praxi exercicií a na rozjímavé modlitbě zvané "meditace podle sv. Alfonse", zaměřoval se na laiky i na klérus. Sv. Alfons byl velmi ceněným znalcem morální teologie a jeho učebnice tohoto oboru (1748) se dočkala mnoha vydání. Jeho postoj v morální teologii byl úzce spojen s jeho spiritualitou. Vyznačoval se rovnováhou mezi riziky jansenistického rigorismu a laxismu v kazuistice. Alfons napsal množství spisů z oblasti spirituality. Patří mezi ně také polemiky a obhajoby víry proti herezi jansenismu a spisy podporující lidovou zbožnost. Jeho spiritualita a askeze se opíraly o kristocentrismus. V letech 1762–1775 vykonával úřad biskupa v Sant' Agata dei Goti, jehož se roku 1775 pro nemoc zřekl.
Zemřel po velkém tělesném utrpení 1. srpna 1787 v Noceře dei Pagani u Neapole. Byl kanonizován v roce 1839. Mezi církevní učitele jej povýšil 23.3.1871 papež Pius IX.